# Totentrompete
Die Totentrompete oder Herbsttrompete (Craterellus cornucopioides) ist eine Pilzart aus der Familie der Stoppelpilzverwandten (Hydnaceae). Sie gilt als sehr guter Speisepilz.

## Merkmale

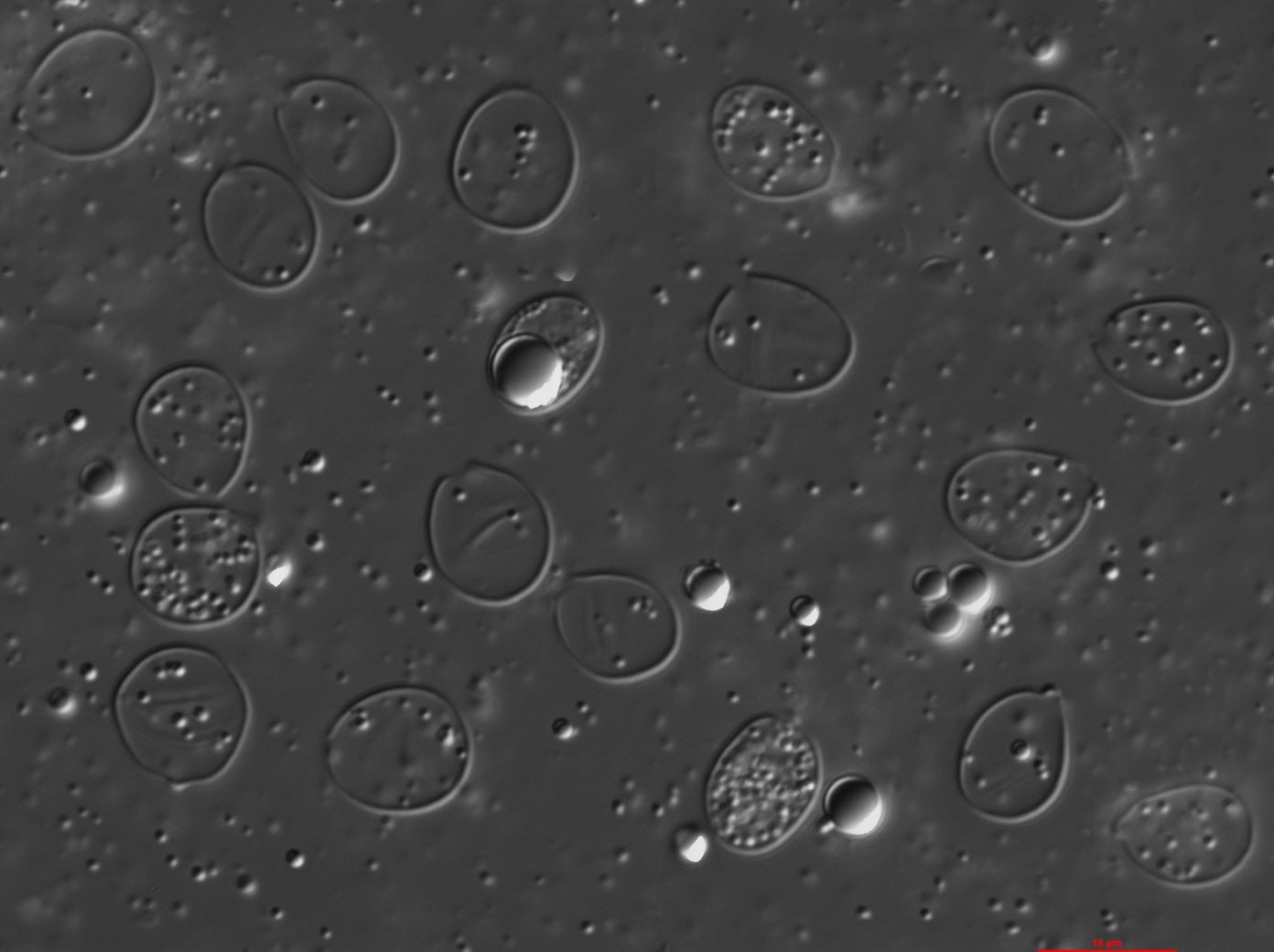
Sporen der Totentrompete im Lichtmikroskop (DIC)

Der hohle und trichterförmige Fruchtkörper ist am Rand trompetenartig umgeschlagen und erreicht einen Durchmesser von bis zu 12 cm. Die Oberfläche ist filzig bis schuppig strukturiert und hat eine braungraue oder rußgraue bis schwarze Farbe. Die glatte bis runzelige Außenseite ist meist hellgrau gefärbt.

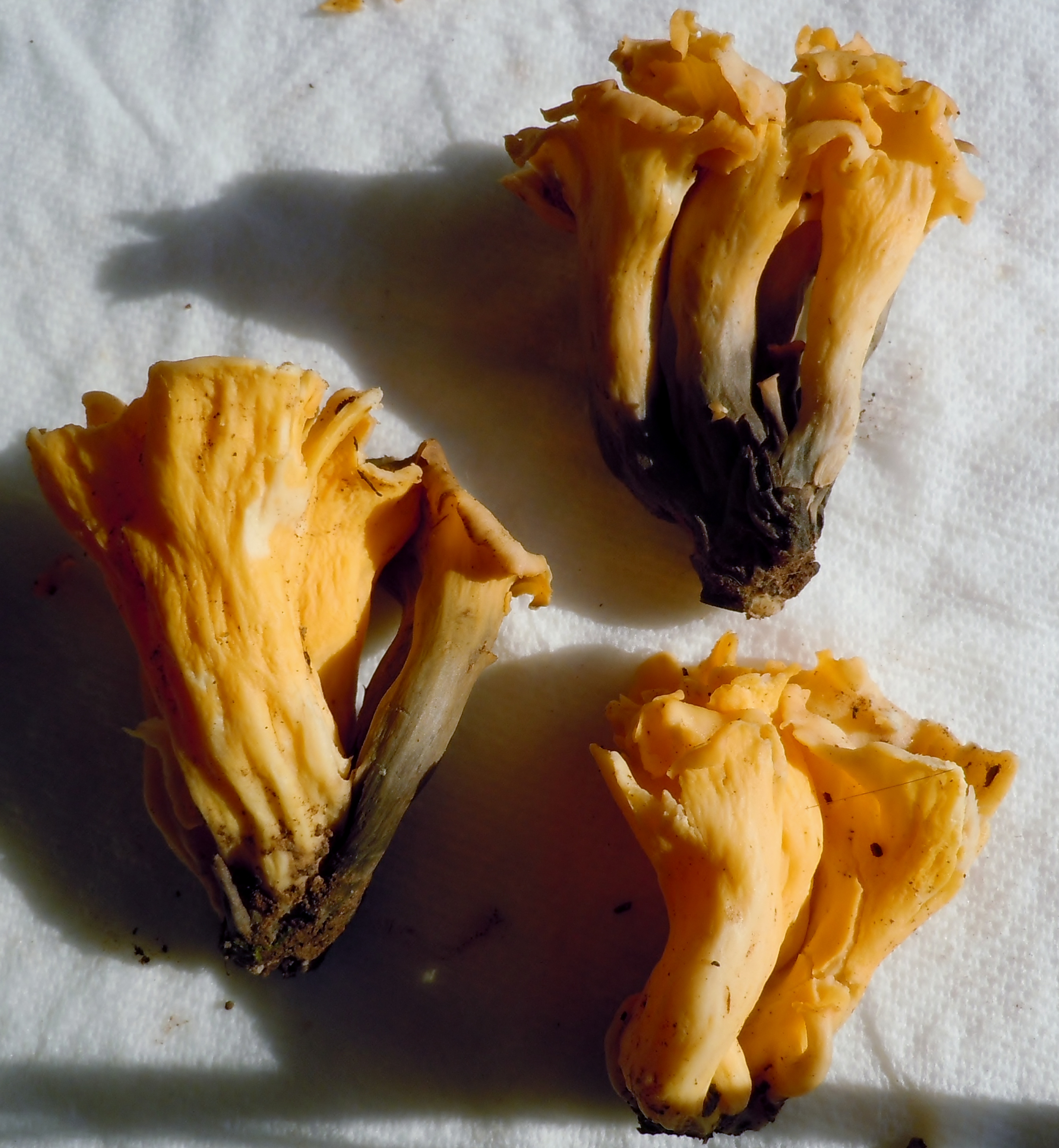
Untypisch gefärbte Fruchtkörper der Totentrompete mit stark reduzierter Pigmentierung

Seltener sind gelblich gefärbte Exemplare, die früher als Craterellus konradii abgetrennt wurden, aber lediglich eine Pigmentanomalie der Totentrompete darstellen.
Die Art hat glatte, hyaline, breit elliptische Sporen von 12–17 × 9–11 µm Größe, die manchmal einen Tropfen oder körnigen Inhalt aufweisen. Die 70–90 × 8–10 µm großen Basidien sind zweisporig und ohne Basalschnalle. Das Hyphensystem ist monomitisch.

## Ökologie und Phänologie
Die Totentrompete ist ein Mykorrhizapilz hauptsächlich der Rotbuche, aber auch der Eiche und der Hainbuche. Nur sehr selten geht sie auf andere Baumarten über. Entsprechend der Wirtsbaumpräferenz kommt die Totentrompete in Buchen- und Buchen-Tannenwäldern mit frischen Böden, die nährstoffarm, aber mäßig bis gut mit Basen versehen sind, vor. Grundgesteine für solche Böden können Kalk, Kalksand, Basalt oder Mergel sein.
Die Fruchtkörper erscheinen von Mitte August bis Ende November, vor allem im September und Oktober.

## Verbreitung
Die Totentrompete kommt in der Holarktis, d. h. in Nordamerika, im gemäßigten Asien und in Europa, vor. Ob die Vorkommen in Australien auf Einschleppung beruhen oder autochthon sind, ist fraglich. In Europa kommt die Totentrompete sowohl im Norden als auch im Süden vor allem in mittleren Gebirgslagen vor, allerdings nehmen die Bestände lokal ab.

## Bedeutung
Die Totentrompete ist ein hervorragender Speisepilz mit kräftigem Aroma. Häufig wird sie in getrockneter Form angeboten; sie kann auch zu Pulver zerstoßen als Gewürz verwendet werden.

## Verwechslungsmöglichkeiten
Aufgrund ihres typischen Erscheinungsbildes ist die Art unverwechselbar. Eine entfernte Ähnlichkeit weisen höchstens verwandte, ebenfalls essbare Arten auf: Die Graue Kraterelle (Craterellus cinereus) kommt oft mit der Totentrompete gemeinsam vor, hat aber einen in Hut und Stiel gegliederten Fruchtkörper mit deutlich ausgeprägten Leisten auf der Hutunterseite. Die Krause Kraterelle (Craterellus sinuosus) bildet büschelig verzweigte Fruchtkörper aus, ist heller gefärbt und nicht so trichterförmig, sondern in Hut und Stiel gegliedert.

## Etymologie
Der Name „Totentrompete“ hat mit einer etwaigen Giftigkeit nichts zu tun, sondern nimmt (wie auch der Name „Herbst-Trompete“) auf die Erscheinungszeit der Art Bezug: Sie wächst bis in den Spätherbst hinein und ist unter anderem um die Totengedenktage im November herum auffindbar. Das Epitheton cornucopioides lässt sich mit „füllhornförmig“ übersetzen.